# Kayne Vincent
Kayne Vincent (ur. 29 października 1988) – nowozelandzki piłkarz, reprezentant kraju. Obecnie występuje w Perlis FA.

## Kariera reprezentacyjna
W reprezentacji Nowej Zelandii zadebiutował w 2014.

## Statystyki
| Reprezentacja Nowej Zelandii | Reprezentacja Nowej Zelandii | Reprezentacja Nowej Zelandii |
| Rok                          | Mecze                        | Gole                         |
| ---------------------------- | ---------------------------- | ---------------------------- |
| 2014                         | 1                            | 0                            |
| Razem                        | 1                            | 0                            |